# Leopold Engel
Leopold Engel (n. 19 aprilie 1858, Sankt Petersburg, Rusia - d. 8 noiembrie 1931) a fost un actor, ocultist și teosof rus.
Tatăl său, Karl Dietrich Engel (1824-1913), a fost un violinist, devenit în 1846 dirijor al orchestrei Teatrului Imperial Rus. Leopold a plecat în Germania și s-a stabilit în Dresda, unde a scris extensiv la legenda lui Faust. În 1891, el a auzit o voce interioară, asemenea lui Jakob Lorber , a cărui operă o cunoștea, iar aceasta i-a comandat să scrie cel de-al unsprezecelea volum, final, al Marei Evanghelii a lui Ioan. Această operă vastă care tratează viața lui Iisus Hristos în cei trei ani de apostolat, a fost pusă pe hârtie de Jakob Lorber, ca urmare a dictării sale profetice prin Cuvânt Interior, însă a rămas nefinalizată, după zece volume, în anul 1864, datorită bolii și scurtă vreme apoi, morții sale. Prin urmare, partea finală a acestei mari opere, care tratează ultima parte a vieții, împrejurările morții și învierea lui Iisus Hristos, a fost pusă pe hârtie de Leopold Engel. Datorită implicării sale în mișcările oculte ale vremii, unii dintre discipolii învățăturilor lorberiene resping ideea că această carte ar avea aceeași sursă divină, ca și cele ale lui Lorber. Totuși, consistența sa cu întreg ansamblul Marei Evanghelii a lui Ioan este absolut remarcabilă.
Încă de la începutul anilor 1890, Engel s-a implicat împreună cu Theodor Reuss în revitalizarea grupării Illuminati, prin întemeierea unei loje masonice neortodoxe, numită Loja Ludwig. Aceasta, ca și alte câteva loje în care cei doi au fost activi, nu au fost recunoscute de Marile Loje Germane. Asocierea cu Reuss a luat sfârșit în iulie 1903, odată cu expulzarea lui Engle și a prietenului său.